# Hyophila niam-niamiae
Hyophila niam-niamiae är en bladmossart som beskrevs av C. Müller 1875. Hyophila niam-niamiae ingår i släktet Hyophila och familjen Pottiaceae. Inga underarter finns listade i Catalogue of Life.